# 한티로 (영양군)
한티로(Hanti-ro)는 경상북도 영양군 일월면에서 수비면까지 이르는 영양군도로, 총 연장은 14.638 km이다. 도로의 이름은 한티재 고개에서 유래되었으며, 국도 제88호선의 일부를 이룬다.

## 역사
- 2009년 7월 30일 : 도로명으로 한티로를 고시

## 주요 경유지
- 영양군
  - 일월면 (문암리) - 수비면 (계리 - 신원리 - 본신리)

## 접촉하는 도로
- 교차 : 영양로, 낙동정맥로, 본신로
- 직결 : 백암온천로

## 주요 건물 및 시설
- 문암삼거리 - 국도 제31호선과 국도 제88호선 교차로
- 한티재
- 한티재주유소 (한티로 406/발리리 633)
- 약천정 (한티로 443/발리리 617)
- 수비어린이집 (한티로 452/발리리 530)
- 수비파출소 (한티로 459/발리리 519-5)
- 한티가요주점 (한티로 463/발리리 519-4)
- 우리농산 (한티로 468/발리리 520-2)
- 오토바이수리 (한티로 474/발리리 517-5)
- 별미식당 (한티로 474-1/발리리 541)
- 강천식당 (한티로 475/발리리 516-2)
- 고향집 (한티로 477/발리리 516-3)
- 제일농약사, 수비의약품 (한티로 479/발리리 544-5)
- 중앙슈퍼식육점 (한티로 480/발리리 541-3)
- 실비식품 (한티로 482/발리리 544-1)
- 우정다방 (한티로 484/발리리 544-1)
- 기사식당 (한티로 485/발리리 545-2)
- 대명각 (한티로 486/발리리 545-1)
- 수비농협 (한티로 488/발리리 543-1)
- 반딧불이분식 (한티로 489/발리리 547-2)
- 대동철물 (한티로 495/발리리 509-1)
- 수비초등학교 (한티로 499/발리리 509)
- 기차역 (한티로 500/발리리 503-2)
- 가락 수비면 종친회 (한티로 500-1/발리리 503-6)
- 금성체인점(신진사) (한티로 501/발리리 549-1)
- 수향다방 (한티로 502/발리리 503-7)
- 수비면사무소 (한티로 503/발리리 503-1)
- 제일다방 (한티로 507/발리리 463-4)
- 수비영어교습소 (한티로 508/발리리 463-17)
- 수비방앗간 (한티로 512/발리리 463-28)
- 대흥농산 (한티로 521/발리리 468-12)
- 삼거리떡방앗간 (한티로 521-1/발리리 468-14)
- 영진공업사 (한티로 522/발리리 468-2)
- 수정슈퍼 (한티로 533/발리리 473-9)
- 검마산휴게소 (한티로 672/신원리 273-1)
- 약사암 (한티로 878/신원리 35)
- 본신리금강소나무생태경영사무실 (한티로 1050/신원리 산26)
- 본신리노인회관 (한티로 1234/본신리 76)